# Абрамов, Алексей Сергеевич (конструктор)
Алексей Сергеевич Абрамов (17 декабря 1911 — 24 июля 2000) — советский авиаконструктор, Герой Социалистического Труда. Лауреат Ленинской премии и Сталинской премии.

## Биография
С 1939 года работал в созданном при заводе № 230 опытном конструкторском бюро по авиационному приборостроению — ОКБ-230, которое затем было переименовано в ОКБ-2. После перебазирования из г. Раменское в Москву в 1947 году ОКБ-2 получило название «ОКБ-12».
Заместитель главного конструктора ОКБ-2, с 1947 года главный конструктор ОКБ-12.
В 1964 году ОКБ-12 МАП было объединено с НИИ-25 с образованием единой организации НИИ приборостроения (ГосНИИП). Его начальником и главным конструктором назначен А. С. Абрамов. Работал в этой должности до 1992 г.
Профессор, с 1987 года начальник филиала кафедры 301 Московского авиационного института.
Урна с прахом установлена в колумбарии 8 Нового Донского кладбища города Москвы.

## Награды
Сталинская премия 1949 года — за разработку приборов дистанционного и автоматического управления заводом «А» комбината № 817 (занимавшегося производством плутония для советского атомного проекта).
Герой Социалистического Труда (1961).
Лауреат Ленинской премии.
Награждён тремя орденами Ленина (первым — в 1949 г.), орденами Октябрьской Революции, Трудового Красного Знамени, медалями.

## Память
6 мая 2015 года в г. Москве, на здании Государственного научно-исследовательского института приборостроения (ГосНИИП) Абрамову А. С. открыта мемориальная доска.